# Kreisgericht Dorsten
Das Kreisgericht Dorsten war von 1851 bis 1879 ein preußisches Kreisgericht mit Sitz in Dorsten.

## Geschichte
In Dorsten bestand zwischen 1815 und 1949 das Land- und Stadtgericht Dorsten als Eingangsgericht im Sprengel des Oberlandesgerichts Münster. Die „Verordnung über die Aufhebung der Privatgerichtsbarkeit und des eximierten Gerichtsstandes sowie über die anderweitige Organisation der Gerichte“ vom 2. Januar 1849 hob die Patrimonialgerichtsbarkeit auf. Gleichzeitig wurde das Appellationsgericht Münster geschaffen, dem Kreisgerichte, darunter das Kreisgericht Recklinghausen mit einer Gerichtsdeputation in Dorsten zugeordnet waren. Dessen Sprengel umfasste die Kreise Recklinghausen und Lüdinghausen.
Zum 1. April 1851 wurde dieses Kreisgericht geteilt und ein eigenes Kreisgericht Lüdinghausen eingerichtet. Das Kreisgericht Recklinghausen wurde nach Dorsten verlegt und als Kreisgericht Dorsten bezeichnet. In Recklinghausen wurde eine Gerichtsdeputation des Kreisgerichts Dorsten eingerichtet.
Mit den Reichsjustizgesetzen wurden die Gerichte im Deutschen Reich vereinheitlicht. Das Kreisgericht Dorsten und die Gerichtsdeputation Recklinghausen wurden aufgehoben. Neu eingerichtet wurden nun das Amtsgericht Dorsten und das Amtsgericht Recklinghausen im Bezirk des Landgerichtes Münster.

## Richter

### Direktoren
- Evelt (1851–1861)
- Jungeblodt (1861–1870)
- Schulz (1870–1876)
- Lindner (1876–1879)

### Kreisgerichtsräte
- Keller (1851–1858)
- Winkelmann (1851–1868/72)
- Heitmann (1851–1879)
- Jungeblodt (1851–1861, seit 1861 Direktor)
- Michels (1851–1856)
- Geisberg (1851–1859)
- Devens (1851–1861)
- von HHzfeld (1858–1866)
- Müller (1861–1873)
- Julius von Bönninghausen (1866–1879)
- Thiele (1868/72–1874)
- Fuhrmann (1872–1874)
- Bäumer (1874–1880)
- von Warendorf (1874–1880)
- Klewitz (1874–1877)

### Kreisrichter bzw. Kreisgerichtsräte der Gerichtsdeputation Recklinghausen
- Hermann Schultz (1849–1866)
- Jungeblodt (1849–1861)
- Ernesti (1856–1876)
- Aulicke (1858–1879)
- Drecker (1861–1879, ab 1877 Dirigent)[4]